# Aye de Mons
Santa Aye de Mons, también llamada Aia, Aya, Agia o Austregildis (siglo vii-c. 708 o c. 714), es una santa de la Iglesia católica. Es a menudo confundida con Santa Agia, madre de San Lupo de Sens.

## Biografía
Se conocen pocos datos acerca de los primeros años de vida de Aye, si bien algunas fuentes establecen que era hija de Brunulph, conde de Arennes, quien era hermano de Waldeberto IV de Hainaut y, por tanto, tío de Santa Valdetrudis. Contrajo matrimonio con San Hidulf de Hainault y permaneció casada con él hasta que ambos, sin hijos, decidieron entrar a la vida religiosa, momento en que se separaron. Hidulf partió a Lobbes mientras que Aye ingresó en la Abadía de Mons, en Bélgica, donde se convirtió en monja, donando sus propiedades tras enviudar a las religiosas de Santa Valdetrudis, a quien terminaría sucediendo como abadesa. Se afirma que, estando ciega, logró recobrar la vista mientras rezaba ante la tumba de Santa Ragenfreda en la Abadía de Denain. No se conoce con exactitud la fecha de su muerte, aunque algunas fuentes la sitúan hacia 708 o 714. Está enterrada en la Colegiata de Santa Valdetrudis de Mons.

## Veneración
Aye es la santa patrona de las demandas judiciales; se cree que obtuvo dicho reconocimiento tras su muerte por haber ganado el litigio existente entre sus herederos y las canonesas de Mons, a quienes había dejado sus bienes (una leyenda asegura que manifestó su voluntad al hablar desde su tumba). La santa es venerada por las beguinas de Bélgica, celebrándose su fiesta el 18 de abril.